# 비르지니 데팡트
비르지니 데팡트(프랑스어: Virginie Despentes, 1969년 6월 13일 ~ )는 프랑스의 소설가, 영화 감독이다. 여성의 시각에서 포르노그래피와 성매매 문화를 대담하게 다룬 작품들로 알려져 있다. 대한민국에는 《킹콩걸》이 출간되어 있다.

## 약력
1969년 프랑스 낭시에서 태어났다. 16세 때 학교를 그만둔 후 파출부, 음반가게 판매원 등을 거쳐 마사지 살롱, 스트립 쇼 클럽 등에서도 일했다. 또 록그룹을 만들어 음반을 내고 록 음악 전문잡지와 포르노 잡지에 글을 썼다.
1993년 《베즈 무아》(Baise-moi)를 출간하며 작가로 데뷔했다. 그리고 2000년 직접 각색하고 연출하여 같은 제목으로 영화화하면서 다시 한 번 눈길을 모았다. 개봉 당시 과도한 선정성과 폭력성을 이유로 프랑스 최고 행정법원에 의해 배급이 중단되었다가 영화인들의 검열반대 운동에 힘입어 일 년 만에 다시 공개되었다. 남성의 전유물처럼 여겨지던 포르노그래피와 폭력의 문제를 정면으로 다뤘다는 점에서 영화 표현의 코페르니쿠스적 혁명이라는 평가를 받았다.

## 저작 목록
- 베즈 무아(Baise-moi, 1993)
- 예쁜 것들(Les Jolies choses, 1998)
- 가로질러 물어뜯기(Mordre au travers, 1999)
- 킹콩걸(King Kong théorie, 2011)